# MSC Seaview
El MSC Seaview es un crucero de la clase Seaside operado por la naviera MSC Cruceros. Construido por el astillero italiano Fincantieri en Monfalcone, entregado y bautizado en Génova por su madrina, Sophia Loren, en junio de 2018. Es el barco gemelo del buque líder de su clase, el MSC Seaside.
UNFCCC COP 30 2025